# Delage Type X

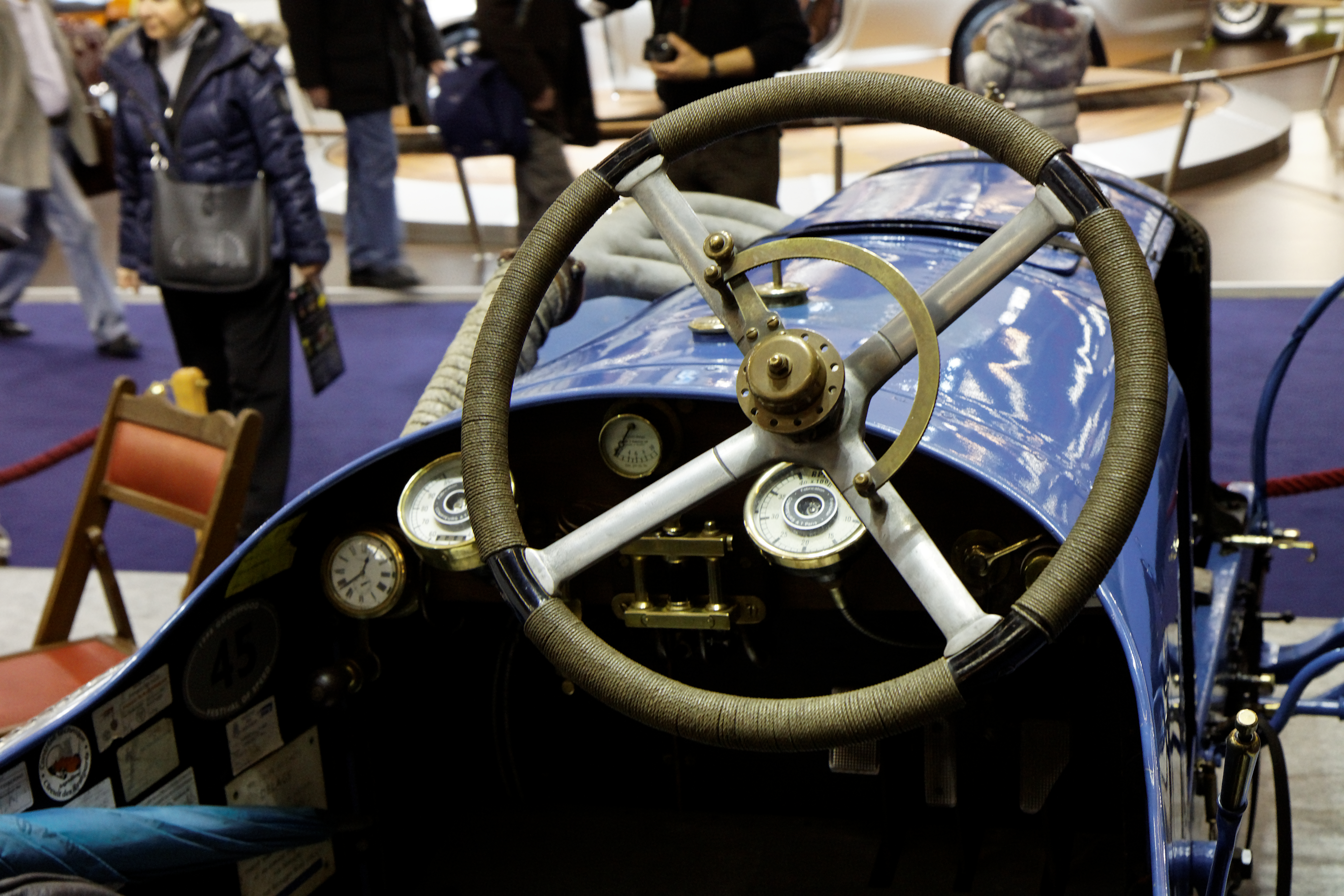
Blick auf Lenkrad und Armaturenbrett

Der Delage Type X war ein Rennwagen der französischen Marke Delage.

## Beschreibung
Louis Delâge beschloss, nach einer zweijährigen Rennpause 1911 wieder in den Motorsport einzusteigen. Er setzte die Fahrzeuge nur 1911 an. Die Zulassung durch die nationale Behörde wurde am 17. Juni 1911 erteilt, nachdem das Fahrzeug mit der Fahrgestellnummer 1611 und der Motornummer 1 geprüft worden war. Nachfolger wurde der Delage Type Y. 
Ein Vierzylindermotor trieb die Fahrzeuge an. Er hatte 80 mm Bohrung und 149 mm Hub. Das ergab 2996 cm³ Hubraum. Der Motor war steuerlich mit 32 Cheval fiscal eingestuft und leistete 62 PS. Die Höchstgeschwindigkeit betrug mehr als 95 km/h.
Das Fahrgestell hatte 1320 mm Spurweite und 2750 mm Radstand. Für das Leergewicht sind sowohl 900 kg als auch 1030 kg angegeben.
Insgesamt entstanden fünf Fahrzeuge und Ersatzteile für ein weiteres Fahrzeug.
Delage bot das Fahrzeug auch als Personenkraftwagen an. Es ist anzunehmen, dass sich kein Käufer fand.

## Renneinsätze
Am 25. Juni 1911 wurden einige Fahrzeuge bei der Coupe des Voitures légères in Boulogne-sur-Mer eingesetzt. Das Team Paul Bablot/Losson siegte, René Thomas/Lhermitte wurde Dritter, Albert Guyot Fünfter, Victor Rigal wurde nicht gewertet.